# 波多正美
波多 正美（はた まさみ、1942年11月5日 - ）は、日本の男性アニメーター、アニメ演出家。富山県出身。日本のTVアニメ黎明期から活動する古参の演出家である。主にサンリオの長編劇場作品を数多く監督していることで知られている。

## 来歴
日本統治時代の台湾台北州台北市生まれ。父親が気象庁職員だったこともあって、富山県や新潟県など居住地を転々とし、本人は「どこが出身地なのかわからない」と話していたことがある。
多摩美術大学油絵科在学中に東京ムービーのTVアニメ『ビッグX』に応募し、アニメーター見習いとして入社。同時に1964年開催の東京オリンピックの場内係員にも応募していたがこちらは落選。もしオリンピックの係員に受かっていたら、アニメの仕事はやっていなかったかもと話す。これをきっかけに同大学を中退後、虫プロダクションのTVシリーズ『W3』にアニメーターとして参加した。『アンデルセン物語』『国松さまのお通りだい』等を手掛けたのち、虫プロスタッフが創立したマッドハウスに参加する。
その後、サンリオ映画のアニメーション部門で『チリンの鈴』『シリウスの伝説』『妖精フローレンス』などの長編フルアニメーション劇場作品の監督を歴任した。
同部解散後は、同スタッフによるグルーパープロダクションの設立に参加した。サンリオキャラクターを起用したアニメ作品等を手掛けたのち、1996年頃に同プロダクションを解散。
以後はフリーランスを経て再びマッドハウスに戻り、『ねずみ物語 〜ジョージとジェラルドの冒険〜』『スティッチ!』『スティッチ! 〜いたずらエイリアンの大冒険〜』の監督を務めている。
80代を迎えた現在も現役の演出家として活動している。

## 参加作品

### テレビアニメ
1964年
- ビッグX（ - 1965年、作画）

1965年
- W3（ - 1966年、脚本・演出）

1967年
- 悟空の大冒険（脚本・演出）
- リボンの騎士（演出）

1968年
- アニマル1（演出）
- わんぱく探偵団（ - 1969年、演出）

1970年
- あしたのジョー（ - 1971年、演出）

1971年
- アンデルセン物語（アニメーションディレクター）
- 国松さまのお通りだい（ - 1972年、チーフディレクター・演出）

1973年
- ジャングル黒べえ（絵コンテ）
- ワンサくん（演出）
- 荒野の少年イサム（ - 1974年、絵コンテ）
- エースをねらえ!（ - 1974年、絵コンテ）

1974年
- 柔道讃歌（演出）
- はじめ人間ギャートルズ（ - 1976年、演出）

1976年
- ピコリーノの冒険（ - 1977年、絵コンテ）
- まんが世界昔ばなし（ - 1979年、演出）

1977年
- ジェッターマルス（演出）

1985年
- 夢の星のボタンノーズ（チーフディレクター・絵コンテ・演出）

1987年
- ガミー・ベアの冒険（アニメーター）

1989年
- 手塚治虫物語 ぼくは孫悟空（TVアニメスペシャル、SF西遊記パート監督・脚本）

1991年
- おてんきボーイズ（監督・演出）

1992年
- 妖精ディック（監督）

1993年
- サンリオアニメシアター（アニメパート監督）
- 大好き!ハローキティ（ - 1994年、「ようこそ！ピューロシアターへ」アニメパート監督）

1994年
- あそぼう!ハローキティ（「ハローシアター」アニメパート監督）
- ハローキティとバッドばつ丸（ - 1998年、「サンリオアニメシアター」アニメパート監督）

1995年
- 行け!稲中卓球部（監督・絵コンテ）

1996年
- いじわるばあさん（ - 1997年、絵コンテ）

1997年
- TVで発見!!たまごっち（監督・絵コンテ）

1998年
- 頭文字D（絵コンテ・演出）
- おじゃる丸（1998年 - 、絵コンテ・演出）

1999年
- イソップワールド（監督・脚本）

2000年
- 犬夜叉（ - 2004年、絵コンテ）

2003年
- アストロボーイ・鉄腕アトム（ - 2004年、演出）

2004年
- 火の鳥（絵コンテ）

2008年
- スティッチ!（ - 2009年、監督・演出）

2009年
- スティッチ! 〜いたずらエイリアンの大冒険〜（ - 2010年、監督・演出）

2013年
- はじめの一歩 Rising（絵コンテ・演出）

2014年
- 牙狼〈GARO〉 -炎の刻印-（演出）

2015年
- 牙狼 -紅蓮ノ月-（絵コンテ・演出）

2016年
- ジョジョの奇妙な冒険 ダイヤモンドは砕けない（演出）

2017年
- 鬼平（演出）

2019年
- どろろ（演出）

2020年
- 安達としまむら（演出）

2021年
- 異世界魔王と召喚少女の奴隷魔術Ω（演出）
- カノジョも彼女（演出）

2022年
- 魔法使い黎明期（アクション演出・演出）

2023年
- ツンデレ悪役令嬢リーゼロッテと実況の遠藤くんと解説の小林さん（演出）

2024年
- 僕の妻は感情がない（作画監督）

### 劇場アニメ
1968年
- 九尾の狐と飛丸（殺生石）（原画）

1969年
- 千夜一夜物語（アニメーター）

1970年
- クレオパトラ（アニメーター）

1971年
- アンデルセン物語 おやゆび姫 スキスキ花の王子さま（美術）

1977年
- 小さなジャンボ（演出）＊：実制作は1975年

1978年
- チリンの鈴（監督）

1979年
- くるみ割り人形（設定協力）
- 星のオルフェウス（アニメーター）
- ユニコ 黒い雲と白い羽（キーアニメーター）

1981年
- シリウスの伝説（監督・脚本）

1984年
- おしん（アニメーター）

1985年
- 妖精フローレンス（監督）

1986年
- スーパーマリオブラザーズ ピーチ姫救出大作戦!（監督）

1989年
- NEMO/ニモ（監督）
- サンリオアニメフェスティバル（ - 1991年・1996年、総監督）
  - マイメロディの赤ずきん（1989年）
  - ハローキティのシンデレラ（1989年）
  - キキとララの青い鳥（1989年、監督）
  - ぽこぽんのゆかいな西遊記（1990年、監督）
  - けろけろけろっぴの大冒険 ふしぎな豆の木（1990年）
  - ハローキティのおやゆびひめ（1990年）
  - けろけろけろっぴの三銃士（1991年、監督・脚本）
  - ハローキティの魔法の森のお姫さま（1991年、脚本）
  - たあ坊の龍宮星大探検（1991年）
  - ハローキティのみんなの森をまもれ!（1996年、監督）＊：実制作は1994年
  - けろけろけろっぴのびっくり!おばけやしき（1996年、監督）＊：実制作は1994年

1997年
- エルマーの冒険（監督・絵コンテ）

2001年
- 犬夜叉 時代を越える想い（絵コンテ・演出）

2007年
- ねずみ物語 〜ジョージとジェラルドの冒険〜（監督・絵コンテ）

2011年
- 豆富小僧（絵コンテ）

2013年
- 劇場版 HUNTER×HUNTER 緋色の幻影（演出）

### OVA
1986年
- 那由他（監督）

1989年
- おかぜをひいたサンタさん（演出）
- リルチルン（演出）
- けろけろけろっぴの大冒険（演出）
- サムちゃんのおばけなんか怖くない（監督）
- ハンギョドンの007/2 ドクターサンデーあらわる（監督）
- サムとチップのハチャメチャ大レース（絵コンテ）

1992年
- ハローキティのふしぎなみずうみ（監督・演出）
- キティとミミィのハッピーバースディ（監督・演出）
- けろけろけろっぴのよわむし王子の大冒険（監督）
- けろけろけろっぴのがんばれ!けろっぴーず（監督）
- けろけろけろっぴの友だちっていいな（監督）
- けろけろけろっぴの空とぶゆめの船（監督）

1993年
- けろけろけろっぴのけろけろハウスのひみつ（監督）
- ハローキティの夢どろぼう（監督）
- キキとララの白鳥座のお姫さま（監督）
- キキとララのお姫さまになりたい（監督・演出）
- キキとララのヘンゼルとグレーテル（監督・演出）
- けろけろけろっぴの友だちは魔法使い（監督）
- けろけろけろっぴのぼくらのお姫さま（監督）
- けろけろけろっぴのガリバーの冒険（監督）

1994年
- けろけろけろっぴの空をとべたら（監督）
- けろけろけろっぴの友だちになろうよ（監督）
- ハローキティのアルプスの少女ハイジⅡ クララとの出会い（監督）
- ハローキティの小公女（監督）
- けろけろけろっぴのロビンフッド（監督）
- キキとララのはばたけ!ペガサス（監督）
- ハローキティのパパなんて大きらい（監督）
- けろけろけろっぴのぼくたちのたからもの（監督）
- キキとララのパパとママにあいたい（監督）
- けろけろけろっぴのミツバチ大騒動（監督）
- パティ&ジミーの君こそスーパースター!（監督）

1995年
- キキとララのママってすてき!（監督）
- ハローキティの幸せのチューリップ（監督）
- けろけろけろっぴの恐竜が出た!（監督）

2005年
- ぼくは はちぞう（監督・脚本）